# Despistaos
Despistaos est un groupe de rock espagnol, originaire de Guadalajara. Formé en 2002, le groupe est surtout connu pour sa chanson Física o química, générique de la série espagnole homonyme.

## Biographie

### Premiers albums
Le groupe est formé au cours de l'été 2002 par Daniel Marco Varela (chant) et Isma (basse). Ils sont d'anciens membres de groupes locaux comme Tifón et Zero. Un peu plus tard, ils sont rejoints par More (guitare). Au début de 2003, le groupe enregistre leur premier album, l'éponyme Despistaos, et s'offre une centaine de concerts. Cet album comporte de nombreuses collaborations, dont celle d'Iker Piedrafita (Dikers). Peu avant l'enregistrement d'un deuxième album, le groupe est rejoint par José Krespo. Leur deuxième album, ¿Y a ti qué te importa?, est publié le 14 juin 2004. 
En 2006, Despistaos publie son troisième album, Lejos. Pourtant cet album ne bénéficie pas de la bénédiction des formules radio, de sorte que le groupe avait compenser en 2007 avec un succès traditionnel pour l'album Vivir Al Revés. Leur quatrième album, Vivir al revés, est publié en septembre 2007. Il est produit par Jesús N. Gómez (Joaquín Sabina, Luz Casal, Gabinete Caligari, La Frontera, Álex Ubago...). Il fait aussi participer Kutxi Romero (Marea), Rulo (La Fuga) et Huecco. Il comprend deux chansons à succès, Cada dos minutos et Los zapatos de un payaso.

### Fin et retour

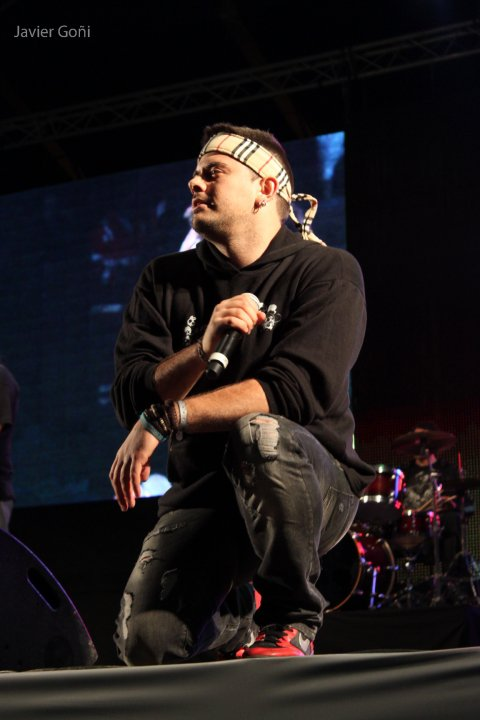
Dai Marco, chanteur du groupe.

Un cinquième album, intitulé Lo que hemos vivido, est publié en 2008. Il fait notamment participer Kutxi Romero (Marea), et Rulo (La Fuga) sur la chanson Cada dos minutos, Dani Martín sur Hasta que pase la tormenta, Iker (Dikers) sur Nada de que hablar, Brigi (Koma) sur El único espectador, María Villalón et Georgina sur El Silencio. C'est d'ailleurs la consécration pour Despistaos grâce à la chanson Fisica o quimica, générique de la série espagnole homonyme, diffusée en Espagne sur Antena 3, et en France sur NRJ 12. Le 12 décembre 2008, le groupe reçoit le Premio 40 Principales dans la catégorie de meilleure révélation artistique. Puis ils s'attèlent à leur sixième album, intitulé Cuando empieza lo mejor, qui comprend trois nouvelles chansons. Il fait participer Jorge de Maldita Nerea, et Pablo de Lagarto Amarillo.
À la fin 2013, Despistaos annonce la fin de ses activités, après plus de 500 concerts et huit albums studio. Dani Marco publie son premier album solo intitulé Tú acababas de venir de un viaje en el tiempo, José Krespo forme le groupe A Por Ella, Ray et Isma forment la Orquesta Corleone.
Après trois ans d'inactivité, le groupe revient en 2016.

## Membres

### Membres actuels
- Daniel Marco Varela - chant, guitare (depuis 2002)
- José Krespo - guitare solo
- Lázaro Fernández - batterie
- Pablo Alonso Álvarez - basse

### Anciens membres
- Isma - basse
- More - guitare
- Anono - batterie (2002-2004)
- El Canario - batterie (2005-2006)
- Iñigo Iribarne - batterie (2006-2010)

## Discographie
- 2003 : Despistaos
- 2004 : ¿Y a ti que te importa ?
- 2006 : Lejos
- 2007 : Vivir al Revés
- 2008 : Lo que hemos vivido
- 2010 : Cuando empieza lo mejor
- 2012 : Los dias contados
- 2013 : Las cosas en su sitio